# Diego Wainstein
Diego Wainstein (Buenos Aires, 20 de julio de 1970) es un comediante y actor argentino. Reconocido como fundador, junto a Alejandro Angelini, del stand up en Argentina.

## Carrera
Diego Wainstein comenzó a actuar a los quince año. Egresó de la Escuela Nacional de Arte Dramático (ENAD) donde estudió actuación. Inclinado hacia la comedia, durante la segunda mitad de la década de 1980 y la década de 1990 actuó en el circuito dramático under de Buenos Aires, como el Centro Parakultural y El Bulubú Club de Comedia.
En la década de 1990 actuó en Las clases populares de teatro, La buena persona de Se Chuan de Bertold Brecht con dirección de Manuel Iedvabni (IFT 1995), Alma en pena dirigido por Alejandra Boero (Teatro Cervantes 1996), etc. Formó y dirigió el grupo Trabajo de Parto, poniendo en escena La noche de el eclipse, de su autoría y Las nubes en el suelo de Alejandro Zingman (Centro Cultural Recoleta 1999 y 2000).
Apasionado por el stand up estadounidense, hacia fines de la década de 1990 se vincula con Alejandro Angelini para formar una escuela y establecer la práctica del stand up en Argentina. Ambos son considerados unánimemente como fundadores del stand up argentino.
A mediados de 2001 formó parte del espectáculo En pie de Risa, realizado por Alejandro Angelini, Natalia Carulias y Martín Rocco, presentado en la sala El Ombligo de la Luna de Buenos Aires, considerado como el primer show de stand up en Argentina. En enero de 2002 (en pleno estallido popular conocido como "Cacerolazo") presentó en solitario Humor cerebral unipersonal de stand up. Ambas actuaciones tuvieron buena respuesta del público.
Simultáneamente, con Alejandro Angelini, establecieron un método y una escuela de stand up que expandió el género en el país.
Desde entonces es un referente y formador del stand up argentino, con presentaciones en América Latina, España y Estados Unidos. Entre otros espectáculos presentó Stand up argentino (2002), Original Mente (2005), participó en Humor y Música por la identidad organizado por Abuelas de Plaza de Mayo, Oi Oi Hoy (stand up judío) con Gabriel Schultz, Dalia Gutmann y Rudy (2007), La Patria Que Nos Parió (stand up bicentenario, 2010). 
Fuera del stand up, fue productor artístico del programa “Querés Jugar” (Canal 13), interpretó el personaje de Riganti en la telenovela Champs 12 (América TV, 2009), entre otros trabajos televisivos.
En cine actuó en Escuela de noche (1991, Javier Garrido), El verso (1995, Carlos Oves), Ojos (2003, Jesús Braceras), Parada 19 (2004, Nahuel Urpi Prot) y La panelista (2021).